# IAI Harop
O IAI Harop (ou Harpia 2) é um veículo de combate aéreo não tripulado desenvolvido pela divisão MBT da Israel Aerospace Industries, também chamada de loitering munition, drone suicida ou drone kamikaze. 
Em vez de carregar uma carga ofensiva, este drone é na verdade a munição primária. Este caçador-assassino, ou munição de ranger, é projetado para evoluir sobre o campo de batalha e destruir alvos, mergulhando neles durante uma missão de busca de oportunidade. Digamos, reconhecimento e combate, o drone retornando à sua base se não alvo foi engajado. O Harop foi originalmente desenvolvido para Enemy Air Defense Suppression (SEAD) e tem uma assinatura de radar muito baixa.
É capaz de operar de forma totalmente autônoma usando seu modo de orientação anti-radar, ou ser guiado por um operador humano a partir de uma estação de controle.
Seu desenvolvimento começou em 2001 e fez seu primeiro vôo sobre o  Negev em 2003.

## Apresentação
O Harop tem uma autonomia de até 9 horas e um alcance de  1000 quilômetros. Com base no  Harpy (do qual é, em última análise, uma versão maior, razão pela qual às vezes é chamada de Harpy 2), é lançado a partir de contêineres montados em caminhões ou navios e pode, eventualmente, ser implementada de um avião. 
O Harop possui dois modos de orientação: totalmente autônomo ou pilotado remotamente por um operador. Seu sistema de mira eletro-óptico permite que ele acione radares cujas emissões seriam cortadas. A carga explosiva do Harop pesa 16 quilogramas.
Capaz de permanência vacante prolongada em longa distância, é dotado de operação de plataforma autônoma, possuindo modo de ataque  man-in-the-loop, evitando danos colaterais. Seus buscadores eletro-ópticos são FLIR / CCD colorido, de cobertura hemisférica. Pode efetuar ataque de qualquer ângulo - da horizontal à vertical. Possui condições de abortar  ataque, sendo ameaça contínua e persistente aos alvos inimigos.

## História
A Turquia foi supostamente o primeiro cliente do Harop com um contrato de US$ 100 milhões em 2005. 'White Hawk', a versão britânica do Harop, foi finalista no Programa de Demonstração de Capacidade de Munição Ranger (LMCD) do Reino Unido em outubro de 2005. No entanto, foi rejeitado quando o  Ministério da Defesa do Reino Unido decidiu que o contrato deveria ser concedido a uma equipe do Reino Unido .
Em agosto de 2007, o governo indiano negociou a compra de oito a dez sistemas Harop. Em setembro de 2009, a Força Aérea Indiana indicou o comissionamento de sistemas Harop compreendendo 10 drones Harop, adquiridos por 100 milhões de dólares americanos.

## Em combate
O primeiro uso do Harop em combate foi durante a guerra de Nagorno-Karabakh em abril de 2016. Os Harops usados pelas Forças Armadas do Azerbaijão foram usados para destruir vários ônibus que transportavam soldados armênios na linha de frente. Esses drones também teriam sido usados para destruir um posto de comando armênio.
As forças armadas do Azerbaijão usaram drones Harop e Bayraktar TB2 extensivamente durante a  Guerra de Nagorno-Karabakh em 2020. Hikmet Hajiyev, conselheiro do Presidente do Azerbaijão Ilham Aliyev, elogiou a eficácia de Harop no conflito de Nagorno-Karabakh de 2020..

## Operadores[6]
- Azerbaijão[7]
- Alemanha[8]
- Índia[9]
- Israel[8]
- Turquia[8]
- Singapura